# 紀元前322年
紀元前322年（きげんぜんさんびゃくにじゅうにねん）は、ローマ暦の年である。
当時は、「ルリアヌスとクルウスが共和政ローマ執政官に就任した年」として知られていた（もしくは、それほど使われてはいないが、ローマ建国紀元432年）。紀年法として西暦（キリスト紀元）がヨーロッパで広く普及した中世時代初期以降、この年は紀元前322年と表記されるのが一般的となった。

## 他の紀年法
- 干支 : 己亥
- 日本
  - 皇紀339年
  - 孝安天皇71年
- 中国
  - 周 - 顕王47年
  - 秦 - 恵文王3年
  - 楚 - 懐王7年
  - 斉 - 威王35年
  - 燕 - 易王11年
  - 趙 - 武霊王4年
  - 魏 - 恵王後元13年
  - 韓 - 宣恵王11年
- 朝鮮
  - 檀紀2012年
- ベトナム :
- 仏滅紀元 : 223年
- ユダヤ暦 :

## できごと

### マケドニア王国
- バビロンで、アレクサンドロス3世からの継承を巡って闘争が発生した。息子のアレクサンドロス4世を生んだロクサネとの間で和解に至った。その結果、彼とアレクサンドロス3世の弟のフィリッポス3世は共同で統治したと考えられている。将軍のペルディッカスは、カルディアのエウメネスの助けを得て効率的な統率を保とうとした。
- アレクサンドロス3世の母オリュンピアスがアレクサンドロス3世の妹のクレオパトラとの結婚を勧めたため、ペルディッカスは、アンティパトロスの娘ニケア（英語版）との婚約を破棄した。
- ペルディッカスの最大の支援者は、当時まだマケドニア王国に征服されていなかったカッパドキアとパフラゴニア（英語版） の支配者カルディアのエウメネスだった。フリギア、リュキア、パンフィリアの支配者アンティゴノス1世はペルディッカスが依頼した仕事を請け負うのを拒否した。彼はペルディッカスからバビロンに呼び出され、不服従に対する裁判を受けた。生命の危機を感じ、息子のデメトリオス1世とともにギリシアに逃亡した。
- アンティゴノス1世は、アンティパトロスとクラテロスに対し、ペルディッカスを攻撃するべきだと説得した。アンティパトロスと配下の将軍のアンティゴノス1世、リュシマコス、クラテロス、セレウコス1世、プトレマイオス1世は連合し、ペルディッカスと対峙した。
- ペルディッカスはカッパドキアを征服し、カルディアのエウメネスをサトラップに任命した。
- メディアのサトラップであるペイトンは、マケドニア王国の退役軍人による反乱を鎮圧した。

### ギリシア
- アテナイ人とその仲間がマケドニア王国のアンティパトロスに対してラミアで起こした戦争は、2万の歩兵隊と1500の騎兵隊を率いたレオンナトスによって鎮圧された。レオンナトスはこの戦争で死亡した。
- 9月5日 - クラテロスは、クランノンの戦いでアテナイ人を破るための艦隊に到着した。この戦いは、ラミア戦争において、アンティパトロスの完勝となった。
- アテナイの雄弁家で外交官のデマデスは市民権を取り戻し、彼とポキオンはアンティパトロスと和平を交渉し、ラミア戦争を終結させることができた。交渉に出発する前、彼はデモステネスとその仲間のヒュペレイデスらに死刑を宣告し、アテナイ市民を説得した。交渉の結果、和平は達成されたが、アテナイはピレウスの港をマケドニア王国に占領されることになった。
- デモステネスはマケドニア王国から逃亡し、投降を求めた。彼は逮捕される際に、服毒自殺した。
- ヒュペレイデスは、アイギナ島に逃げたが、ポセイドン神殿でマケドニア兵に捕まり、処刑された。
- アリストテレス没。植物学の祖と称されるテオプラストスがリュケイオンの2代目学頭となった。

### エジプト
- 慣習的に、マケドニア王国の王は、前任者を埋葬することで王位の継承権を主張した。ペルディッカスと対立していたプトレマイオス1世はアレクサンドロス3世をエジプトのメンフィスに運び、金のサルコファガスに埋葬した。プトレマイオス1世はその後、アレクサンドロス3世の未亡人と結婚し、エジプト及び隣接したリビアとアラビア半島の統治を開始した。
- 国内の争乱で優位に立ったプトレマイオス1世は、ペルディッカスの承認なくキレナイカを入手した。
- プトレマイオス1世は、ペルディッカスに通じていたとの疑いをかけ、自身の補佐であるナウクラティスのクレオメネスを処刑した。これによって、プトレマイオス1世はクレオメネスが蓄えていたかなりの財産を手に入れた。

### 中国
- 張儀が魏の宰相となり、密かに秦の軍を招いて魏を攻撃し、曲沃と平周を取る。

## 死去
- 3月7日 - アリストテレス：ギリシアの哲学者、科学者（紀元前384年生）
- 10月12日 - デモステネス：アテナイの政治家、雄弁家（紀元前384年生）
- ヒュペレイデス：アテナイの雄弁家（紀元前390年生）
- レオンナトス：マケドニアの武将、ディアドコイの1人（紀元前390年生）
- ナウクラティスのクレオメネス：マケドニア統治下のエジプトの徴税官